# 韓国鉄道技術研究院
韓国鉄道技術研究院（かんこくてつどうぎじゅつけんきゅういん、朝鮮語: 한국철도기술연구원、英語: Korea Railroad Research Institute、通称：KRRI）は、大韓民国京畿道義王市月岩洞にある、鉄道分野の技術開発と政策研究を通じた鉄道交通の発達と鉄道産業の競争力強化を目的に設立された、大韓民国で唯一の鉄道総合研究機関である。未来創造科学部傘下の公共機関に指定されている。

## 概要
1994年5月に韓国鉄道産業技術研究院株式会社として創立した後、1996年3月に「国有鉄道の運営に関する特例法」に基づいて韓国鉄道技術研究院として再設立された。

## 主な機能と役割
- 高速鉄道、一般的な鉄道、都市鉄道と軽量電鉄システム研究開発
- 次世代公共交通システムの研究開発
- 鉄道の安全、標準化、鉄道政策と物流技術の研究開発
- 南北鉄道と大陸鉄道の連携技術の研究開発
- 鉄道核心技術の研究開発
- 技術政策樹立サポート、試験評価認証、人材育成、技術サポートなど

## 沿革
- 1996年3月 「国有鉄道の運営に関する特例法」に基づき鉄道庁（現・KORAIL）が韓国鉄道技術研究院を設立。
- 1999年1月 「政府出捐研究機関等の設立・運営及び育成に関する法律」として設立根拠法の変更
- 2000年8月 KOLAS公認試験機関認定（産業資源部技術標準院）
- 2005年
  - 9月 韓国型無人軽量電鉄車両科学技術部NET認証
  - 10月 韓国型無人軽量電鉄車両を釜山都市鉄道4号線 「美南駅-安平駅区間」へ投入確定
- 2006年
  - 6月 韓国型高速列車、湖南線、全羅線投入確定
  - 10月 韓国型高速列車、「大韓民国技術大賞」金賞受賞
- 2007年
  - 4月 韓国型傾斜列車、8台出資研究所国のトップブランド選定
  - 11月 「プレキャストコンクリートスラブを用いたプレハブスラブ軌道建設技術」NET認証
- 2008年
  - 3月 設立根拠法改正に伴う主務省庁変更（知識経済部傘下)
  - 5月 世界の鉄道学術大会 (WCRR) 2008開催